# ジョージ・ウィンストン
ジョージ・ウィンストン （George Winston、1949年2月11日 - 2023年6月4日）は、アメリカ合衆国のピアニスト・作曲家。ミシガン州生まれでモンタナ州育ち。

## 概要
日本では、アルバム『オータム』に収録されている「あこがれ/愛 (Longing/Love)」が最もよく知られており、トヨタ・クレスタのCM曲、『NNN日曜夕刊』（日本テレビ）の「今週の動き」のBGM、箱根 彫刻の森美術館のCM曲、『マツコ&有吉の怒り新党』（テレビ朝日）の「新・3大○○調査会」のコーナー、JTのCM「日本のひととき 茶道篇」のBGMに使用された。
自然風景を反映するプレイは、ニューエイジ（癒し系音楽）と認知されている。本人はそのプレイスタイルを、 "Rural Folk Piano" と呼んでいる。
また、R&Bやジャズ、ブルースやロックなどからも影響を受けており、特にドアーズからは強い影響を受けたと語っている。

## 経歴
1972年にアルバム『バラッズ・アンド・ブルース』でソロ・ピアニストとしてデビューをすると、モンタナ州の春夏秋冬を表現した4部作である『オータム』（1980年）、『ウィンター・イントゥ・スプリング』（1982年）、『ディセンバー』（1982年）、『サマー』（1992年）をウィンダム・ヒルよりリリースし、メディアやコアなリスナー層から高い評価を受けた。
1994年にリリースされた『フォレスト』は、1996年度のグラミー賞ベスト・ニューエイジ・アルバムに選ばれた。
1996年にリリースされた『ライナス&ルーシー - ザ・ミュージック・オブ・ヴィンス・ガラルディ』では、ジャズ・ピアニストとのコラボレーションにより新たな一面を覗かせ、1999年にリリースされた『プレインズ』では、モンタナ州を連想させるジョージ独自のニューエイジを聞かせた。2002年には、大好きなドアーズへのオマージュを込めたカヴァー・アルバム『ナイト・ディヴァイズ・ザ・デイ』をリリースした。
2004年には、原点回帰作とも言える『モンタナ - ラヴ・ストーリー』をリリースした。
2006年、ハリケーン・カトリーナによる被害のチャリティ・アルバム『ガルフ・コースト・ブルース・アンド・インプレッションズ - ハリケーン・ベネフィット』をリリースした。
2010年、アルバム『ラヴ・ウィル・カム - ザ・ミュージック・オブ・ヴィンス・ガラルディ Vol.2』をリリース。
2017年3月、アルバム『スプリング・カルーセル』をリリース。
2019年5月29日　レストレス・ウインドをリリース。
2020年2月14日　Harmonica　16曲　全て　ハーモニカの　アルバムをリリース。
2022年5月6日レストレス・ウインド』以来、約３年ぶり16作目のソロ・ピアノ・アルバムナイト(NIGHT) をリリース。
2023年6月4日がんのため永眠。73歳没。

## 人物
- 年間のほとんどをツアー公演していた。
- ピアニストとしてだけでなく、ギターやブルース・ハーモニカの腕も相当なものであり、コンサートではよくピアノの合間に演奏していた。
- コンサート中は裸足でプレイした。
- 男性ファンが多く、かつ、カップルでの聴衆が多いというファン層の特徴がある。
- アメリカ現代アートミュージックの一角を形成している。
- 哲学的自然主義音楽とも評された音楽芸術展開で着実なアルバム発表とコンサート活動がある。
- 音楽による医学的効果を研究した医師もおり、この医師による動脈硬化など特定の病気への音楽効果検証からこのピアニストの音楽について「健康音楽」「HEALTH CARE MUSIC」という言葉がこの研究で使われ、世に出たこともある。
- かつてアルバムジャケットの解説において、譜面を一切発売しないとしていた（一時期、ドレミ音楽出版より譜面が販売されたが、すぐに廃版となった）。しかし、2007年には本人のノートを載せた公式の20曲の譜面がHAL LEONARDより出版された（日本語版の出版予定はなし）。

## ディスコグラフィ

### アルバム
- 『バラッズ・アンド・ブルース』 - Piano Solos (1972年) ※後に『Ballads and Blues 1972』として再発
- 『オータム』 - Autumn (1980年)
- 『ウィンター・イントゥ・スプリング』 - Winter into Spring (1982年)
- 『ディセンバー』 - December (1982年)
- 『サマー』 - Summer (1991年)
- 『フォレスト』 - Forest (1994年)
- 『ライナス&ルーシー - ザ・ミュージック・オブ・ヴィンス・ガラルディ』 - Linus and Lucy – The Music of Vince Guaraldi (1996年)
- 『オール・ザ・シーズンズ・オブ・ジョージ・ウィンストン』 - All the Seasons of George Winston (1998年) ※ベスト
- 『プレインズ』 - Plains (1999年)
- 『ナイト・ディヴァイズ・ザ・デイ』 - Night Divides the Day – The Music of the Doors (2002年)
- 『モンタナ - ラヴ・ストーリー』 - Montana – A Love Story (2004年)
- 『ガルフ・コースト・ブルース・アンド・インプレッションズ - ハリケーン・ベネフィット』 - Gulf Coast Blues & Impressions: A Hurricane Relief Benefit (2006年)
- 『ラヴ・ウィル・カム - ザ・ミュージック・オブ・ヴィンス・ガラルディ Vol.2』 - Love Will Come – The Music of Vince Guaraldi, Volume 2 (2010年)
- 『ガルフ・コースト・ブルース・アンド・インプレッションズ2』 - Gulf Coast Blues & Impressions 2: A Louisiana Wetlands Benefit (2012年)
- 『スプリング・カルーセル』 - Spring Carousel - A Cancer Research Benefit (2017年)
- 『レストレス・ウインド』 - Restless Wind (2019年)
- 『Harmonica solos』 - (2020年）
- 『ナイト』 - NIGHT  (2022年) ※遺作
- 『イースタン・モンタナ』 - Eastern Montana  - (2024年)※死後未発表演奏を集めたアルバム